# Гайко Габерманн
Гайко Габерманн (нім. Heiko Habermann, 2 листопада 1962) — німецький академічний веслувальник.
Бронзовий призер Олімпійських Ігор 1988 року в складі парної четвірки.
Срібний призер ігор Дружба-84 в одиночках.